# Mohamed Bule-Gbangolo
 Mohamed Bule-Gbangolo Basabe  (né à Ganga le 7 mars 1947) est un homme politique de la République démocratique du Congo et député national, élu de la circonscription de Buta ville dans la province de Bas-Uélé,,,.

## Biographie
Mohamed Bule est né à Ganga le 7 mars 1947, élu député national dans la circonscription électorale de Buta ville dans la province de Bas-Uélé, il est membre du parti politique Mouvement pour la libération du Congo MLC.